# Hyperaspis festiva
Hyperaspis festiva es una especie de coleóptero cucujoideo de la familia Coccinellidae. Forma parte de la subfamilia Scymninae dentro de la tribu Hyperaspidini que se encuentra en América del Sur.

## Características
Tiene forma aplanada y una mancha grande negra que cubre parte de los élitros y el pronoto. Tiene tres manchas laterales que no tocan el borde y permiten reconocer esta especie. Las zonas claras pueden variar del amarillo al rojizo. Esas zonas del cuerpo pueden estar separadas entre sí formando 4 manchas aisladas o fusionadas. El macho tiene la cabeza amarilla y la hembra negra. Para identificar con más precisión esta especie se puede requerir analizar su genitalia.

## Biología
Hyperaspis festiva tiene cuatro estadios, como todas las Coccinellidae. Tanto las larvas como adultos son afidófagos, es decir, se alimentan de áfidos.

## Importancia económica
Los adultos de Hyperaspis festiva son importantes depredadores, depredan sobre el psílido Gyropsylla spegazziniana en cultivos de yerba mate. En la provincia de Misiones (Argentina) el grupo de pulgones plagas en tabaco, Myzus nicotianae y M. persicae también son controlados por esta especie. También está relacionada como depredador de Lipaphis pseudobrassicae.

## Distribución
El rango de distribución de Hyperaspis festiva incluye Argentina, Bolivia, Brasil, Chile (Rapa Nui), Colombia, Ecuador, Paraguay, Perú, Uruguay, Venezuela. Se ha encontrado también en Centroamérica (Panamá), Norteamérica (México) y Antillas (Belice, Puerto Rico).